# Hull (rivier)
De rivier de Hull is een bevaarbare rivier van 31 km lengte welke loopt door de East Riding of Yorkshire in het noorden van Engeland. Stroomopwaarts is de rivier verlengd met 18 km door de aanleg van het kanaal de Driffield Navigation, zodat er een vaarverbinding ontstond vanaf Driffield tot aan de Noordzee.
De oorsprong van de rivier ligt in de heuvels van de Yorkshire Wolds. De rivier is bevaarbaar vanaf zijn aansluiting met de Driffield Navigation bij Frodingham Beck, en gaat verder stroomafwaarts via de sluizen van Hempholme, de aansluiting met het Leven Kanaal, de Aram- en Beverly Beck. De rivier mondt uiteindelijk uit in de (mondingen van de) Humber in het centrum van de stad Hull
De rivier vormt de grens tussen Oost en West Hull.

## Getijdenrivier
De rivier is een getijdenrivier en de waterhoogte varieert derhalve onder invloed van de getijden. Er zijn plannen geweest om een stuw te bouwen bij de monding in de Humber om zo een vast waterniveau op de rivier te verkrijgen. Bij hoge waterstand (vloed) is de doorvaarthoogte van de bruggen zodanig dat deze voor (bijna) elke boot geopend moeten worden wat vertraging geeft voor zowel de gebruikers van de rivier alsook de weggebruikers. Omdat de rivier ook door het havengebied van Hull loopt geeft dit ook economische schade.
Het gebruik van de rivier is de afgelopen jaren echter afgenomen.

## Bruggen
De rivier kent een aantal bruggen in het stedelijke gebied van Hull. Onderstaande bruggen zijn gesorteerd op ligging met de bruggen bij monding bovenaan.
| Brugnaam                | Bouwjaar | Memo |
| ----------------------- | -------- | --- |
| Millennium Bridge       | 2001     | Voetgangersbrug naar aquarium The Deep |
| Myton Bridge            | 1981     | Garrison Road A63 |
| Scale Lane Bridge       | 2011-13  | Voetgangersbrug tussen Scale Lane (west) and Tower street (east). (geopend juni 2013)                                                                                                  |
| Drypool Bridge          | 1961     | Scherzer draaiende hefbrug - bepaald type Basculebrug |
| North Bridge            | 1928-32  | Scherzer draaiende hefbrug (of "Lopende hefbrug"), Grade II listing |
| Scott Street Bridge     | 1901     | Brug, brugwachtershuisje, reling en verlichting zijn sinds 1994 allemaal beschermde objecten in categorie Grade II Brug staat permanent open omdat hij te zwak is om verkeer te dragen |
| Sculcoates Bridge       | 1874     | Grade II bescherming sinds 1994. Oudste brug in de stad. |
| Wilmington Swing Bridge | 1907     | Grade II beschermd 1994(voorheen spoorbrug, nu voor voetgangers en fietsers). Gebouwd door de North Eastern Railway ter vervanging van een eerdere spoorbrug                           |
| Hull Bridge             | 1885     | Grade II beschermd 1994, Gebouwd door de Hull and Barnsley Railway in 1885, nog altijd in gebruik voor goederentreinen.                                                                |
| Stoneferry Bridge       | 1988-91  | Basculebrug met twee beweegbare secties: een voor elke rijrichting van het verkeer |
| Sutton Road Bridge      | 1939     | Scherzer draaiende brug |
| Ennerdale Link Bridges  |          | zelfde type als de Stoneferry Bridge. Onderdeel van Raich Carter Way (A1033); Gebouwd als alternatief van een afgebroken poging om een tunnel onder de rivier aan te leggen.           |

De volgende bruggen stroomopwaarts liggen in het buitengebied van Beverley: de Hull Bridge en van recentere datum de brug in de A1035

## Fotogalerij

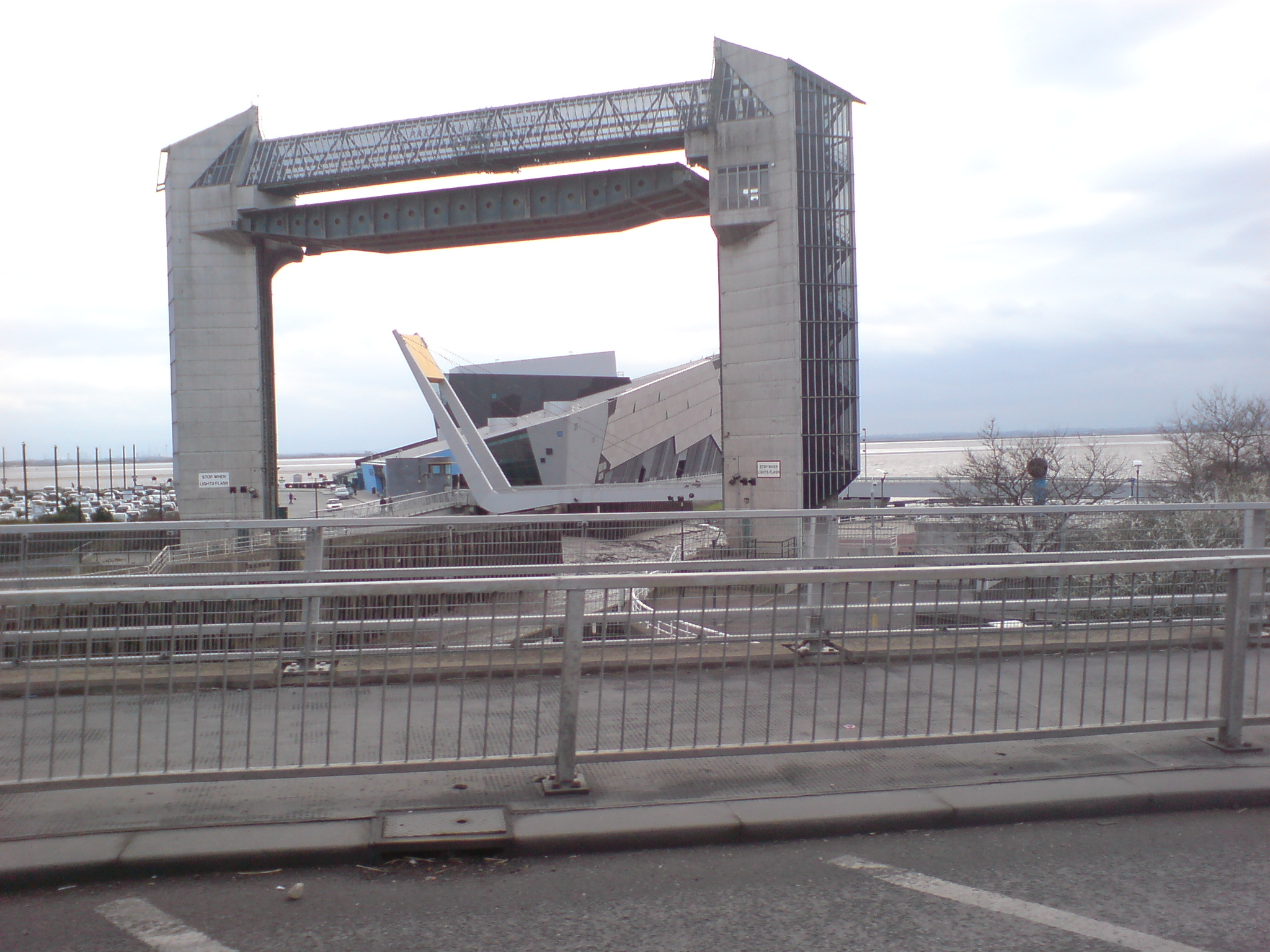
Stormvloedkering en Millennium voetgangersbrug bij The Deep
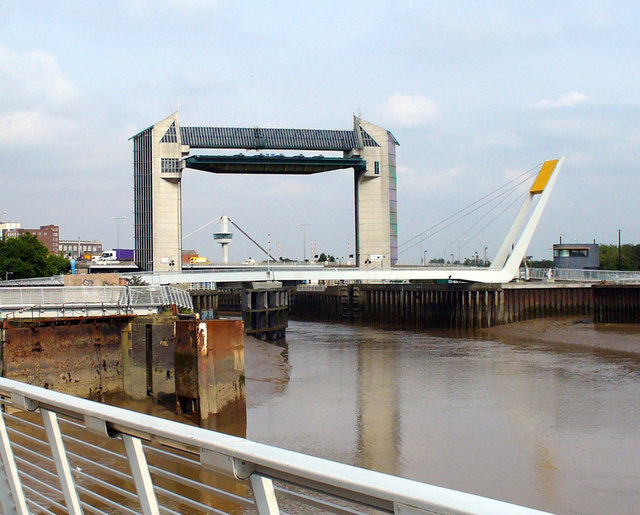
Hull mondt uit in de Humber met op de achtergrond de stormvloedkering
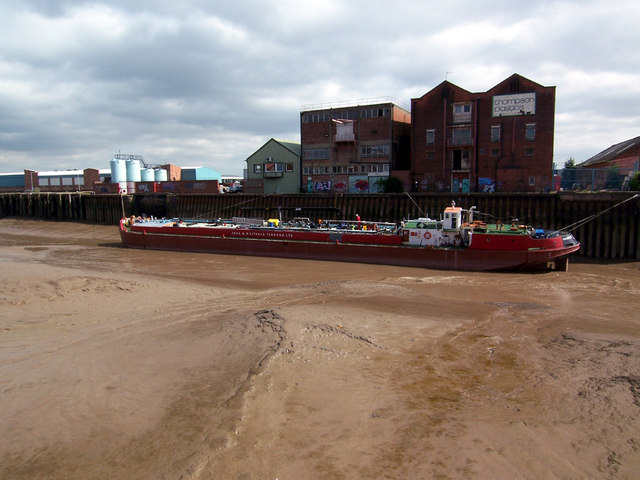
Droogvallend schip op Hull rivier bij eb
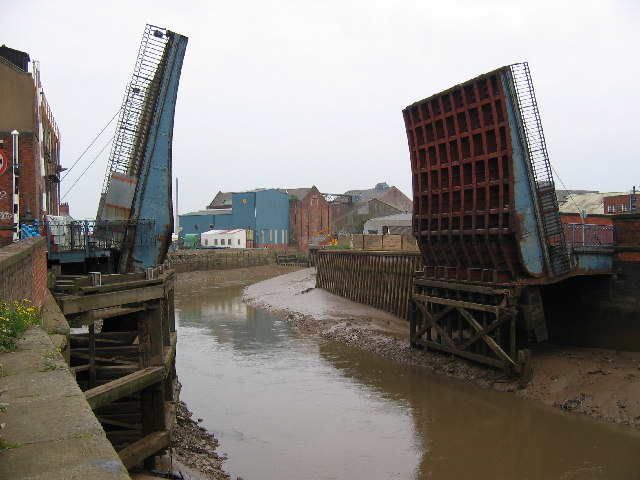
Scott Street brug
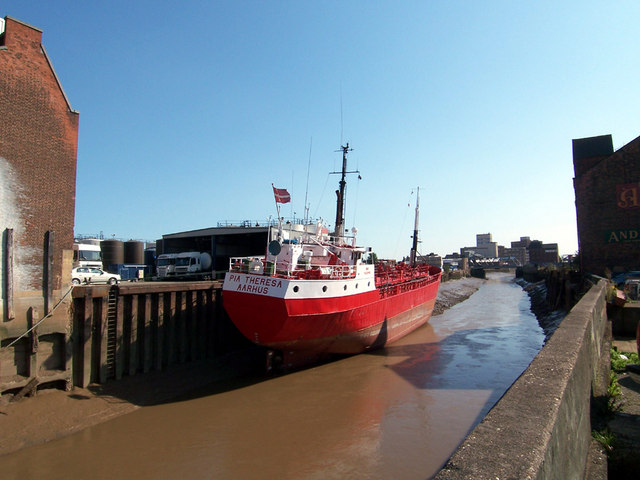
Foto genomen net ten zuiden van Scott Street Bridge
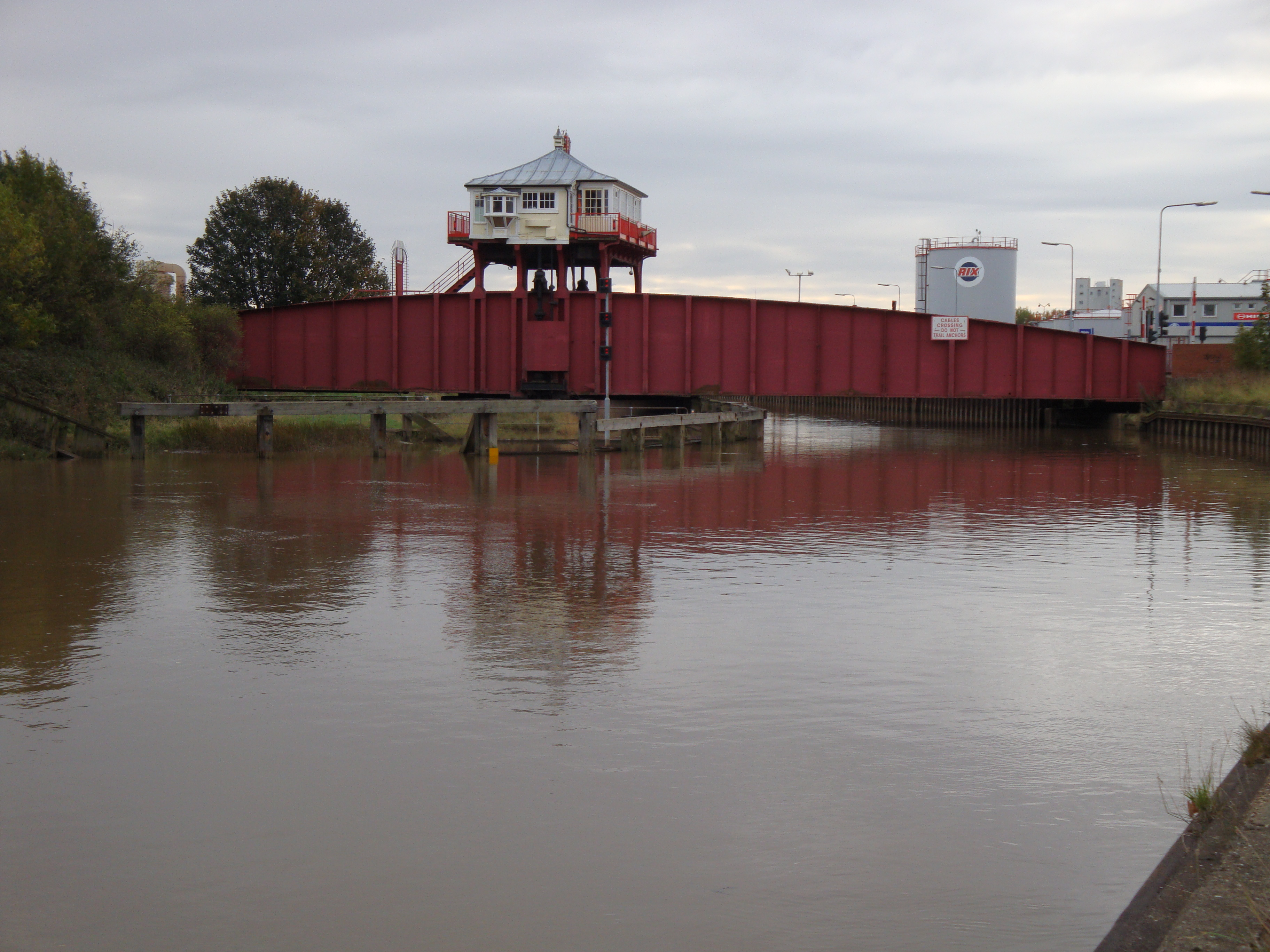
Wilmington spoorbrug
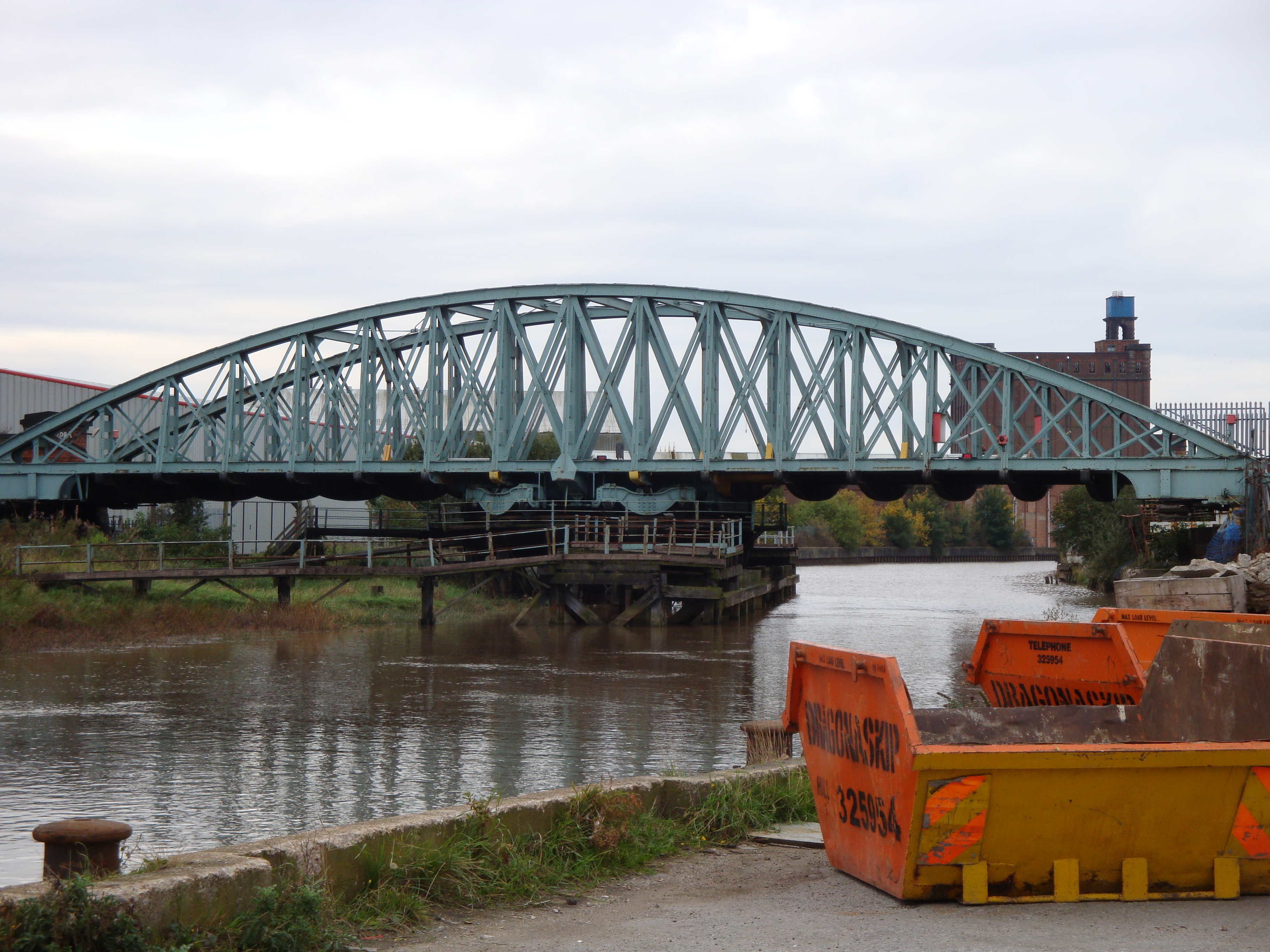
The Hull And Barnsley Spoorbrug
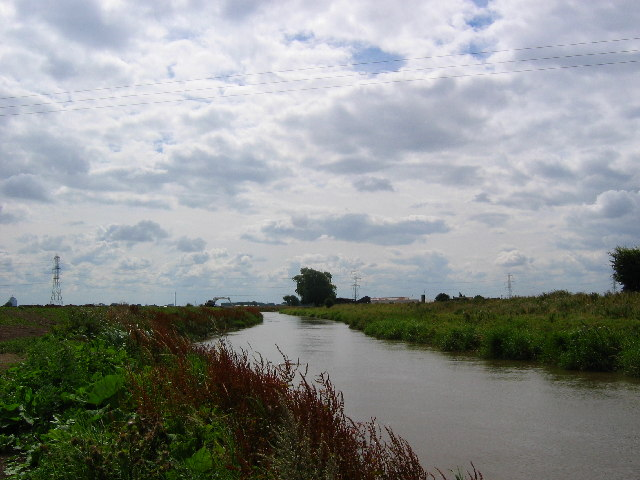
Hull rivier big Wawne